# コヤマコウモリ
コヤマコウモリ（小山蝙蝠、学名：Nyctalus furvus）は、ヒナコウモリ科ヤマコウモリ属に分類される、日本に生息するコウモリの一種である。日本固有種とされる（詳細は後述）。同属のヤマコウモリに酷似するが、体サイズが小さい。

## 記載と分類
1968年に今泉吉典と吉行瑞子によりヤマコウモリ属の新種として記載された。この記載に用いられたのは、1961年（昭和36年）に岩手県岩泉町の中学校の煙突中で発見されたものである。のちに原生林でも確認された。
それ以前にも日本国内で小型のヤマコウモリ属の記録が散見され、黒田 (1934) により Nyctalus noctula motoyoshii とされたが、のちに今泉 (1968) によりこれはヒナコウモリのシノニムであると考えられている。ユーラシア大陸産のユーラシアコヤマコウモリ N. noctulaおよび中国本土や台湾産のチュウカヤマコウモリ N. plancyi と同種とされたこともあるが、形態および染色体の違いにより別種であることが示されている。

## 形態

### 外部形態
前腕長 48–53 mm（ミリメートル）、頭胴長は 80 mm 前後である。体重は 20 g（グラム）前後。尾長は 46–54(–56 mm)。
背面の体毛は暗褐色。耳介の前縁は下部で凸状、先端は丸みを帯びる。耳介長は 14–19 mm。耳珠は短く、幅広い。
翼が細長い。前肢の第1指が長い。飛膜を欠く第1指を除く4本の指の中で第5指が最も短く、その先端は第4指の基節骨の基部から中央付近に達するのみである。翼の下面の前腕及び体側近くにも短い暗褐色の毛を持つ。爪を含む後足長は 11.5–12.0 mm、下腿長は16–22 mm。

### 骨格
頭骨はヤマコウモリに似るが、小さく幼形的である。頭骨基底全長は 17.0–17.9 mm。頭骨は幅広く低く、上顎の犬歯が外側に移動しているため、口蓋部が幅広くなっている。眼窩間部が比較的幅広く、後頭稜の発達が弱く、後頭部は上方に曲がらずほぼ直線状で、後頭骨後縁には丸みが見られる。上顎前位の小臼歯の退化度が弱いため、相対的にやや大きい。歯式は I・2/3 + C・1/1 + P・2/2 + M・3/3 = 34。
脛骨長は 17.1–17.4 mm。

### 近縁種との比較
ヤマコウモリは形態および体色が酷似しているが、本種は体毛の黒味が強く、前腕長と体重がともに顕著に小さいことから区別される。また、ヤマコウモリに比べ飛膜下面の有毛部の毛が少ない。
前腕長は、ヤマコウモリが 57.0–64.0 mm（平均 60.99 mm）、ユーラシアコヤマコウモリが 51–54 mm（平均 52.3 mm）である。

## 生態
採集地の大半が自然広葉樹林であるため、樹洞棲であると推測されている。これまで繁殖地や出産哺育集団は見つかっておらず、自然環境における冬眠についても不明である。1960年に初めて確認された校舎では、最大30頭ほどの越冬集団が煙突を塒に利用していた。ここでは、毎年9月ごろに飛来し、翌5月ごろに姿を消していた。
鳴き声において、放逐時にエコーロケーションパルスはFM型で、EF と FME はそれぞれ 25.9–29.5 kHz と 30.6–32.3 kHz であるが、通常の飛翔時の音声構造と異なる可能性がある。
体表には外部寄生虫としてコウモリダニ科のダニが寄生する。また、内部寄生虫としては Molinostrongylus skrjabini といった Molinostrongylus 属の毛様線虫類が寄生する。

## 分布
日本列島の北海道、青森県、岩手県、福島県、栃木県、長野県から報告されている。朝鮮半島の釜山でも本種とされる記録があるが、形態的に異なる点もみられ、さらなる分類学的検討が必要であるとされる。中国や台湾の個体群と同種と考えられたこともあるが、これは前述の通り別種チュウカヤマコウモリ N. plancyi とされる。
特に岩手県下では二戸市、宮古市、岩泉町、早池峰山、住田町、盛岡市（旧玉山村）に記録がある。1960年代に岩手県で最大30頭の越冬集団が観察されているが、それ以降は散発的な報告のみにとどまる。
北海道では2018年に上ノ国町で2個体が生体捕獲されたものが、初記録となった。それ以前にも、2017年8月に風力発電機周辺でバットストライクにより死亡したと考えられる本種5個体が見つかっていた。

## 保全状況評価
絶滅危惧IB類 (EN)（環境省レッドリスト）
国際自然保護連合によるIUCNレッドリストではVU（危急種）にランクされていたが、2020年の改正でEN（絶滅危惧種）に引き上げられた。環境省レッドリスト（第4次）では、絶滅危惧IB類（EN）に指定されている。